# 自己資本利益率
自己資本利益率（、英: return on equity）は、収益性分析で用いられる株価指標の一つであって、自己資本（株主資本〈払込資本金と内部留保との和〉）に対する当期純利益の比率である。

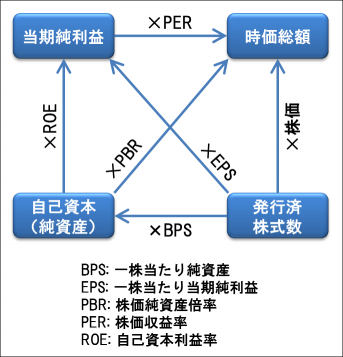
株式に関係する変数の関係

頭字語のROEは、日本国内でも用いられている。かつては株主資本利益率（）とも呼ばれていたが、日本では2006年5月の会社法制定とこれに前後する会計基準の改正において、「株主資本」と「自己資本」とが異なる値として明確に定義されたことで、現在では「自己資本利益率」が正確な呼称として位置づけられる。
自己資本利益率は、一年間の企業活動を通じて「株主の投資額に比してどれだけ効率的に利益を獲得したか」を判断するのに用いられる。ROEは、その値が高いほど、自己資本を効率的に活用して利益を上げていると判断される。
なお、自己資本利益率の派生用語として、自己資本営業利益率や自己資本経常利益率があり、パーセンテージの値となるため、前者は営業利益 ÷ 自己資本 × 100 [%]、後者は経常利益 ÷ 自己資本 × 100 [%] で求められる。

## 概要
ある企業が、一年間の企業活動を通じて、「株主の投資額に比してどれだけ効率的に利益を獲得したか」、を判断するのに用いられる指標で、当期純利益を、前期及び当期の自己資本の平均値で除したものである。なお、分子として経常利益を使用する場合もある。
自己資本利益率 (ROE)  = 当期純利益 ÷ 自己資本
一株当たり当期純利益 (EPS)と一株当たり純資産額 (BPS)を用いても表現可能で、その場合は以下のような数式になる。　
自己資本利益率 (ROE) = 一株当たり当期純利益 (EPS) ÷ 一株当たり純資産 (BPS)
※自己資本について会社四季報では「株主持分」と表記されているので注意。

## 自己資本利益率の分析手法
デュポン分析によれば、自己資本利益率は、売上高当期純利益率と総資産回転率と財務レバレッジの積へと分解される。
これらの指標の関係を数式とすると、以下の通りである。
| ROE | =当期純利益/自己資本 | =当期純利益/自己資本 | =当期純利益/自己資本 | =当期純利益/自己資本 | =当期純利益/自己資本 |
|     | =当期純利益/売上高   | ×                    | 売上高/総資産        | ×                    | 総資産/自己資本      |
|     | =売上高利益率        | ×                    | 総資産回転率         | ×                    | 財務レバレッジ       |

売上高利益率は企業の収益性を、総資産回転率は効率性を、財務レバレッジは財務的な安定性を表す。なお、数式から分るように、財務レバレッジは自己資本比率の逆数である。

## 自己資本利益率を向上させる手段
上述のように、自己資本利益率は売上高当期純利益率と総資産回転率と財務レバレッジの積として表される。よって、これらの数値を向上させることで、自己資本利益率の向上を図ることができる。具体的な手法は、以下の通りである。
- 売上高利益率を向上させる　…　利益率の高い製品を開発する
- 総資産回転率を向上させる　…　売上高を伸ばす、または遊休資産を売却する
- 財務レバレッジを向上させる　…　負債の利用割合を上げて、株主へのリターンを増加させる